# Brachiopoda
Brachiopodes
Ne doit pas être confondu avec Branchiopoda.
 (septembre 2009).
Si vous disposez d'ouvrages ou d'articles de référence ou si vous connaissez des sites web de qualité traitant du thème abordé ici, merci de compléter l'article en donnant les références utiles à sa vérifiabilité et en les liant à la section « Notes et références ».
Embranchement
Sous-embranchements de rang inférieur
- Linguliformea (classe Lingulata)
- Craniformea
- Rhynchonelliformea

Genres de rang inférieur
Classification phylogénétique
- Bilatériens
  - Protostomiens
    - Chétognathes ?
    - Lophotrochozoaires
      - Ectoproctes
      - Rhombozoaires
      - Platyzoaires
      - Phoronozoaires
        - Brachiopodes
        - Phoronides

      - Eutrochozoaires

    - Ecdysozoaires

  - Mésozoaires ?
  - Deutérostomiens

Les brachiopodes (Brachiopoda), du grec βραχίων / brakhíōn (« bras ») et πούς, ποδός / poüs, podos (« pied »), sont des animaux lophotrochozoaires marins. Ils ont connu un grand succès évolutif au Paléozoïque, où ils furent extrêmement abondants et diversifiés, laissant une grande quantité de fossiles. Il n'en existe plus aujourd'hui que 460 espèces à peine, relativement discrètes.

## Anatomie

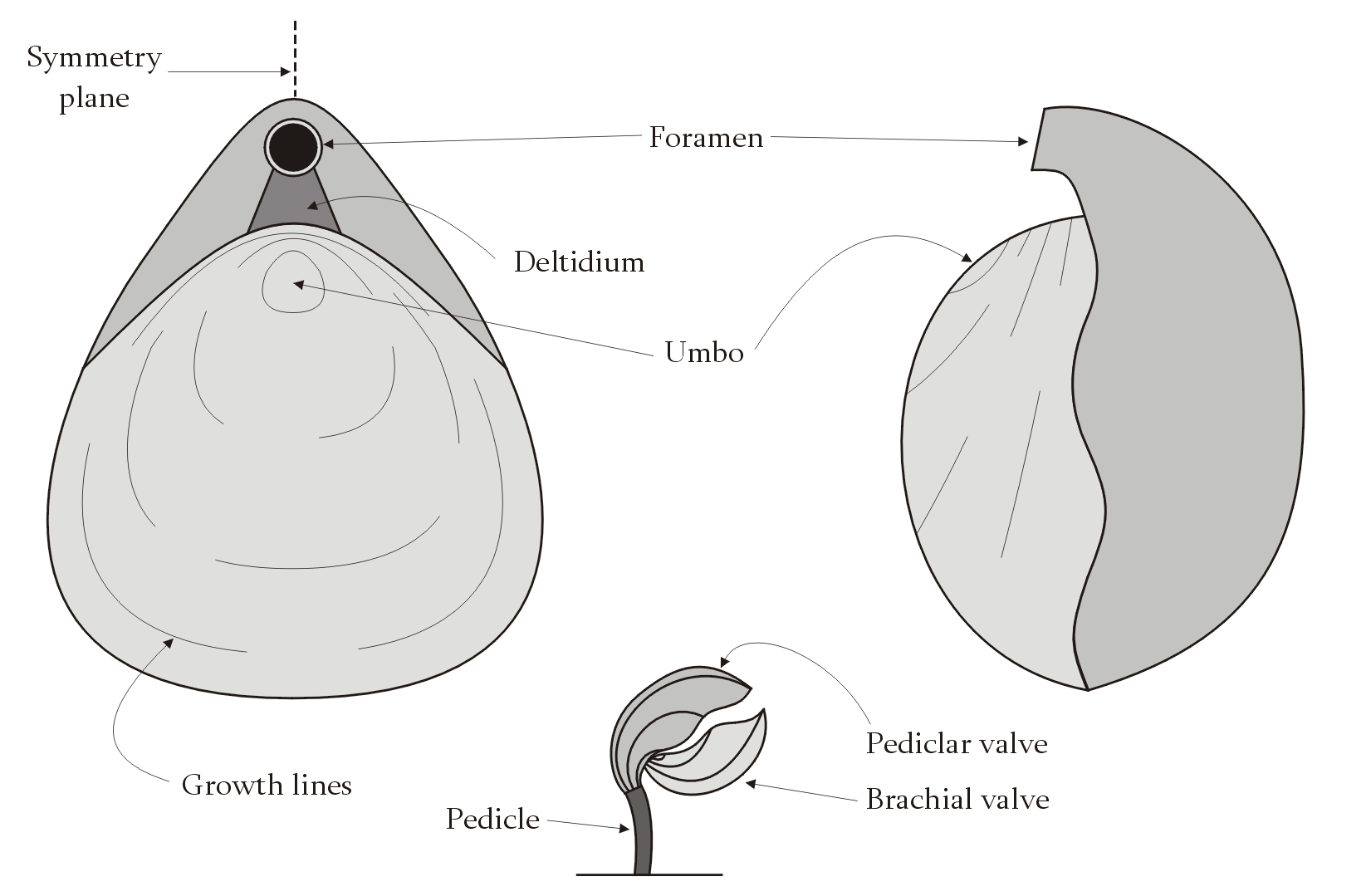
Morphologie d'un brachiopode.

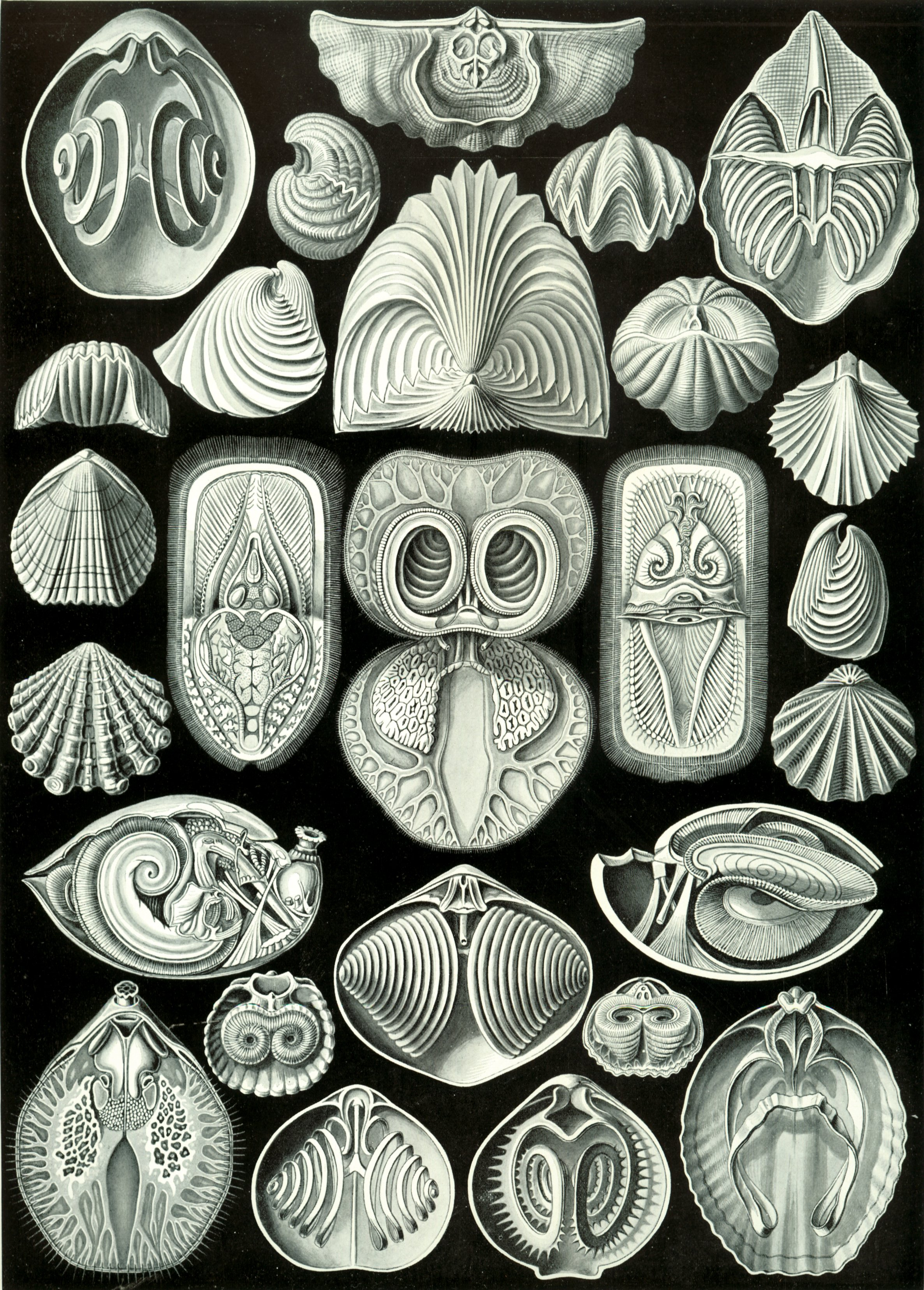
Planche des brachiopodes (« Spirobranchia ») d'Ernst Haeckel (1904).

Les brachiopodes sont des animaux extrêmement anciens, appartenant comme les mollusques au groupe des protostomiens. De même que les mollusques bivalves (moule, huître, etc.), la coquille est composée de deux valves. Cependant, l'orientation des valves par rapport au corps est différente, car le plan de symétrie de l'animal est perpendiculaire au plan de séparation de ces dernières. Les brachiopodes ont une valve ventrale (ou pédonculaire, la plus grande) et une valve dorsale (ou brachiale, la plus petite), tandis que les mollusques bivalves ont une valve droite et une valve gauche.
Une coquille de brachiopode en bon état peut être facilement distinguée d'une coquille de mollusque bivalve par la présence, à l'intérieur, d'un brachidium, qui est le squelette brachial de forme souvent spiralée et complexe qui correspond au support calcaire du lophophore. Depuis cette structure s'élancent des sortes de filaments ciliés, qui capturent le plancton et l'emmènent ensuite à la bouche (tandis que les bivalves se nourrissent en absorbant de l'eau, qui est filtrée à l'intérieur de la coquille).
Deux grands groupes morphologiques se distinguent : les Inarticulés ou Ecardines, aux valves simplement reliées par les muscles et les Articulés ou Testicardines, où elles sont jointes par l’intermédiaire de charnières calcaires. Quant à leur anatomie, elle comprend à l'arrière les viscères, attachées le plus souvent par un pied (pédoncule) au support. À l'avant, entourant la bouche, se trouve le lophophore, sorte de bras muni de cils qui permet à l'animal de brasser et filtrer l'eau de mer, garantissant ainsi nutrition et oxygénation. Les brachiopodes sont avant tout sessiles (vivant fixés au substrat), même si de rares formes vagiles existent, par exemple en Nouvelle-Zélande.
Les brachiopodes fossiles conservent généralement la charnière et le brachidium, mis en évidence par attaque de l'eau sur les blocs les renfermant.

## Écologie et histoire évolutive
Alors qu'on connaît environ 12 000 espèces fossiles de brachiopodes, on n'en connaît que 461 espèces actuelles, regroupés dans cinq ordres (contre une trentaine d'ordres fossiles au moins). Ils ont surtout été florissants au Paléozoïque et notamment à l'Ordovicien (−485 à −443 Ma), mais leur abondance s'est effondrée lors de l'extinction Permien-Trias, il y a environ 252 Ma. Ils ont ensuite été supplantés dans leur niche écologique par les bivalves (environ 9 200 espèces actuelles).
Les brachiopodes ont abandonné les niches écologiques qu'ils occupaient auparavant pour se retirer dans des milieux plus adaptés à leurs besoins vitaux. Aujourd'hui, on trouve ces organismes, exclusivement marins, dans toutes les mers du monde, bien que la majorité d'entre eux semblent préférer les eaux froides. Ils occupent un intervalle bathymétrique très étendu, allant des plates-formes peu profondes (0–200 m) aux zones abyssales (plus de 4 500 m). La nature du substrat, fonds durs (parois rocheuses, débris coquilliers, tubes de serpules, etc.) ou fonds meubles (vase, sable, etc.), l’énergie du milieu et les apports terrigènes conditionnent l’installation et la radiation des peuplements de brachiopodes.

## Brachiopodes contemporains en France
Plusieurs espèces contemporaines peuvent s'observer aujourd'hui dans les eaux de France métropolitaine. En Méditerranée, les plongeurs en observent régulièrement dans certaines grottes, en compagnie d'autres espèces inhabituelles. Il y a également eu de nombreuses observations aux alentours d’Ouessant. D'autres espèces, plus cryptiques, ou vivant plus profondément, telles que Novocrania anomala peuvent cependant être très fréquentes et abondantes, même si rarement observées pour ces mêmes raisons.

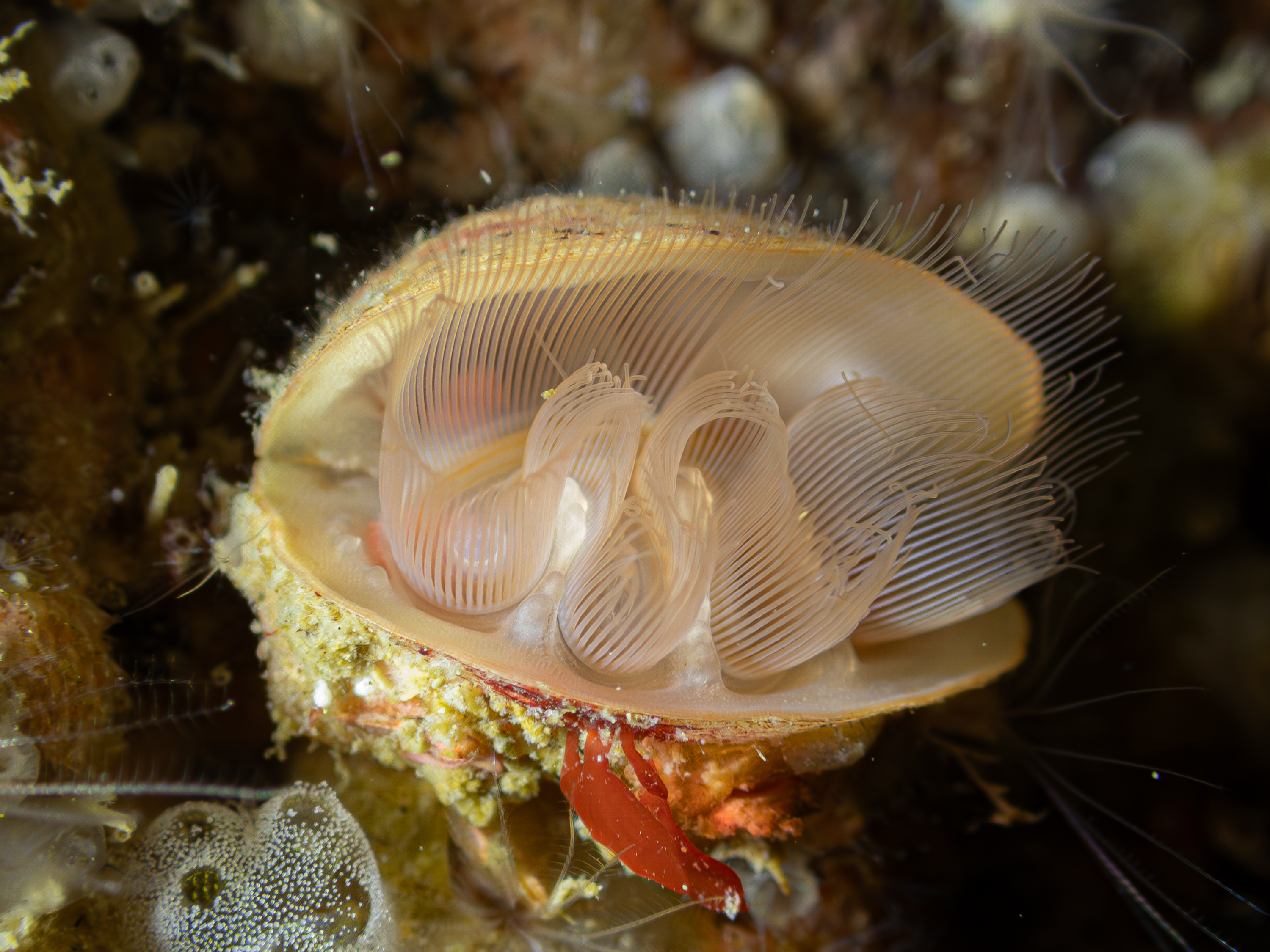
Brachiopode actuel observé à Ouessant, par 31 m de profondeur, le 12 juillet 2024. Le lophophore caractéristique des Brachiopodes est bien visible entre les deux valves.

## Origine et phylogénie
Le phylum des Brachiopodes est très ancien. Les premières formes connues datent déjà du Cambrien. Les espèces paléozoïques ont été presque toutes décimées par la crise permo-triasique. Leurs fossiles sont très précieux pour les datations des strates de cette période.
| \| Brachiopodes d'après Williams, Carlson, and Brunton, 2000 \| \| \| \| \| Sous-embranchement \| Classes \| Ordres \| Extinction \| \| Linguliformea \| Lingulata \| Lingulida \| — \| \| Linguliformea \| Lingulata \| Siphonotretida \| Ordovicien \| \| Linguliformea \| Lingulata \| Acrotretida \| Dévonien \| \| Linguliformea \| Paterinata \| Paterinida \| Ordovicien \| \| Craniformea \| Craniforma \| Craniida \| — \| \| Craniformea \| Craniforma \| Craniopsida \| Carbonifère \| \| Craniformea \| Craniforma \| Trimerellida \| Silurien \| \| Rhychonelliformea \| Chileata \| Chileida \| Cambrien \| \| Rhychonelliformea \| Chileata \| Dictyonellidina \| Permien \| \| Rhychonelliformea \| Obolellata \| Obolellida \| Cambrien \| \| Rhychonelliformea \| Kutorginata \| Kutorginida \| Cambrien \| \| Rhychonelliformea \| Strophomenata \| Orthotetidina \| Permien \| \| Rhychonelliformea \| Strophomenata \| Triplesiidina \| Silurien \| \| Rhychonelliformea \| Strophomenata \| Billingselloidea \| Ordovicien \| \| Rhychonelliformea \| Strophomenata \| Clitambonitidina \| Ordovicien \| \| Rhychonelliformea \| Strophomenata \| Strophomenida \| Carbonifère \| \| Rhychonelliformea \| Strophomenata \| Productida \| Permien \| \| Rhychonelliformea \| Rhynchonellata \| Protorthida \| Cambrien \| \| Rhychonelliformea \| Rhynchonellata \| Orthida \| Carbonifère \| \| Rhychonelliformea \| Rhynchonellata \| Pentamerida \| Dévonien \| \| Rhychonelliformea \| Rhynchonellata \| Rhynchonellida \| — \| \| Rhychonelliformea \| Rhynchonellata \| Atrypida \| Dévonien \| \| Rhychonelliformea \| Rhynchonellata \| Spiriferida \| Jurassique \| \| Rhychonelliformea \| Rhynchonellata \| Thecideida \| — \| \| Rhychonelliformea \| Rhynchonellata \| Athyridida \| Crétacé \| \| Rhychonelliformea \| Rhynchonellata \| Terebratulida \| — \| | Classification selon BioLib (19 août 2020) : - sous-embranchement Craniiformea Popov, Basset, Holmer & Laurie, 1993 - classe Craniata Williams & al., 1996 - sous-embranchement Linguliformea Williams, Carlson, Brunton, Holmer & Popov, 1996 - classe Lingulata - classe Paterinata Williams & al., 1996 † - sous-embranchement Rhynchonelliformea Williams, Carlson, Brunton, Holmer & Popov, 1996 - classe Rhynchonellata - genre Yongjia Liu, 1977 - classe Chileata † - classe Kutorginata † - classe Obolellata Williams, Carlson, Brunton, Holmer & Popov, 1996 † - classe Strophomenata Williams & al., 1996 † - genre Agastapleura Xu, 1978 † - genre Biarea Torbakova, 1959 † - genre Cornwallia Wilson, 1932 † - genre Dirinus M'Coy in Griffith, 1844 † - genre Jilinia Liu, 1977 † - genre Larium Gregorio, 1930 † - genre Manosia Zeng, 1983 † - genre Nekvasilovella Calzada, 1987 † - genre Neogypidula Likharev, 1934 † - genre Pomatospirella Bittner, 1892 † - genre Reflexia Rotai, 1931 † - genre Rhynchoferella Spriestersbach, 1942 † - genre Rictia Gregorio, 1930 † - genre Socraticum Gregorio, 1930 † - genre Spondylobolus McCoy, 1851 † - genre Venezuelia Weisbord, 1926 † - genre Virbium Gregorio, 1930 † - genre Yeosinella Reed, 1933 † - ordre Tommotiida Missarzhevsky, 1970 † - genre Pyriusina Aksarina, 1992 † |                  |             |
| Brachiopodes d'après Williams, Carlson, and Brunton, 2000 | |                  |             |
| Sous-embranchement | Classes | Ordres           | Extinction  |
| Linguliformea | Lingulata | Lingulida        | —           |
| Linguliformea | Lingulata | Siphonotretida   | Ordovicien  |
| Linguliformea | Lingulata | Acrotretida      | Dévonien    |
| Linguliformea | Paterinata | Paterinida       | Ordovicien  |
| Craniformea | Craniforma | Craniida         | —           |
| Craniformea | Craniforma | Craniopsida      | Carbonifère |
| Craniformea | Craniforma | Trimerellida     | Silurien    |
| Rhychonelliformea | Chileata | Chileida         | Cambrien    |
| Rhychonelliformea | Chileata | Dictyonellidina  | Permien     |
| Rhychonelliformea | Obolellata | Obolellida       | Cambrien    |
| Rhychonelliformea | Kutorginata | Kutorginida      | Cambrien    |
| Rhychonelliformea | Strophomenata | Orthotetidina    | Permien     |
| Rhychonelliformea | Strophomenata | Triplesiidina    | Silurien    |
| Rhychonelliformea | Strophomenata | Billingselloidea | Ordovicien  |
| Rhychonelliformea | Strophomenata | Clitambonitidina | Ordovicien  |
| Rhychonelliformea | Strophomenata | Strophomenida    | Carbonifère |
| Rhychonelliformea | Strophomenata | Productida       | Permien     |
| Rhychonelliformea | Rhynchonellata | Protorthida      | Cambrien    |
| Rhychonelliformea | Rhynchonellata | Orthida          | Carbonifère |
| Rhychonelliformea | Rhynchonellata | Pentamerida      | Dévonien    |
| Rhychonelliformea | Rhynchonellata | Rhynchonellida   | —           |
| Rhychonelliformea | Rhynchonellata | Atrypida         | Dévonien    |
| Rhychonelliformea | Rhynchonellata | Spiriferida      | Jurassique  |
| Rhychonelliformea | Rhynchonellata | Thecideida       | —           |
| Rhychonelliformea | Rhynchonellata | Athyridida       | Crétacé     |
| Rhychonelliformea | Rhynchonellata | Terebratulida    | —           |

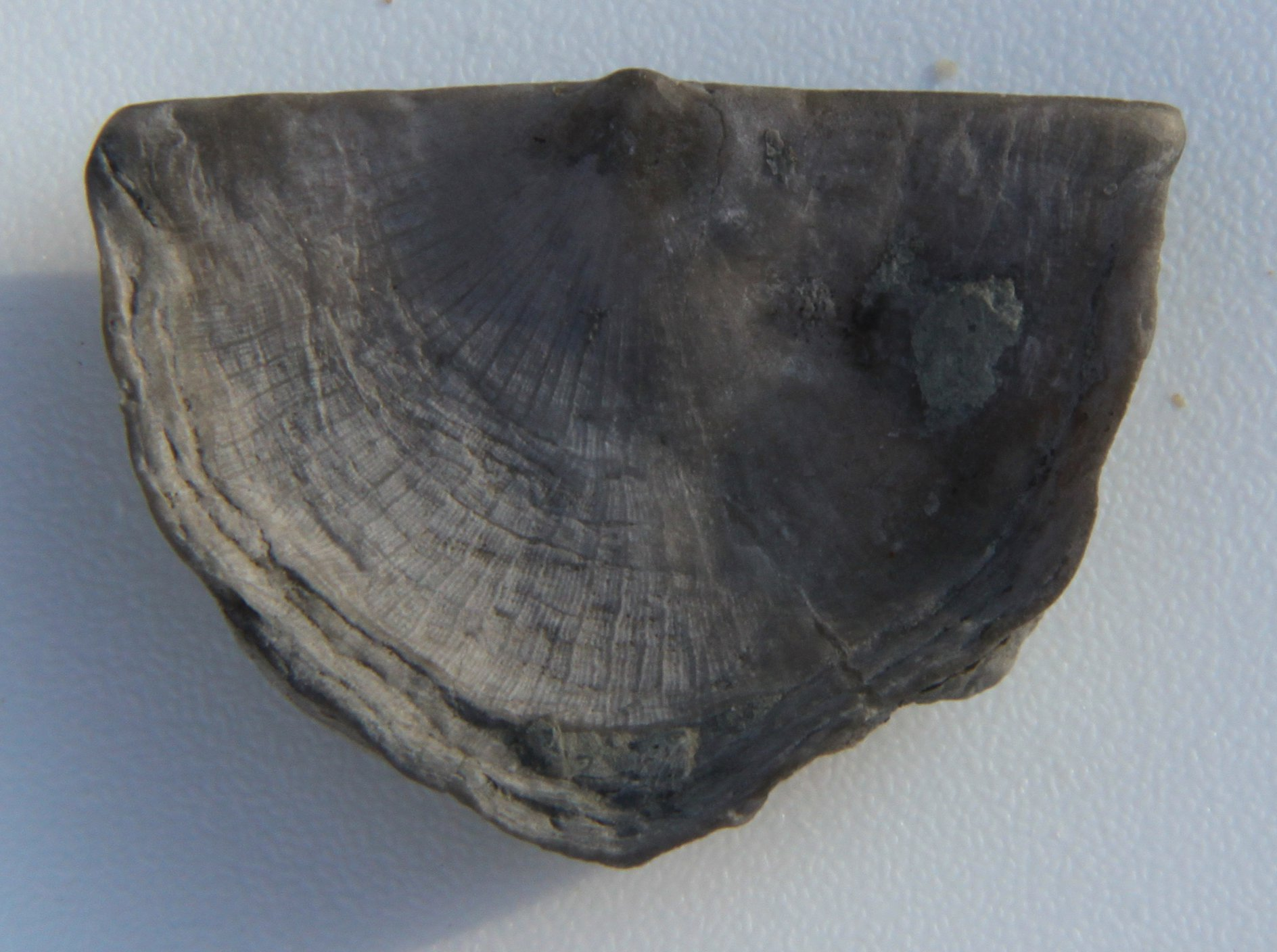
Petrocrania scabiosa (Craniida, Craniidae)

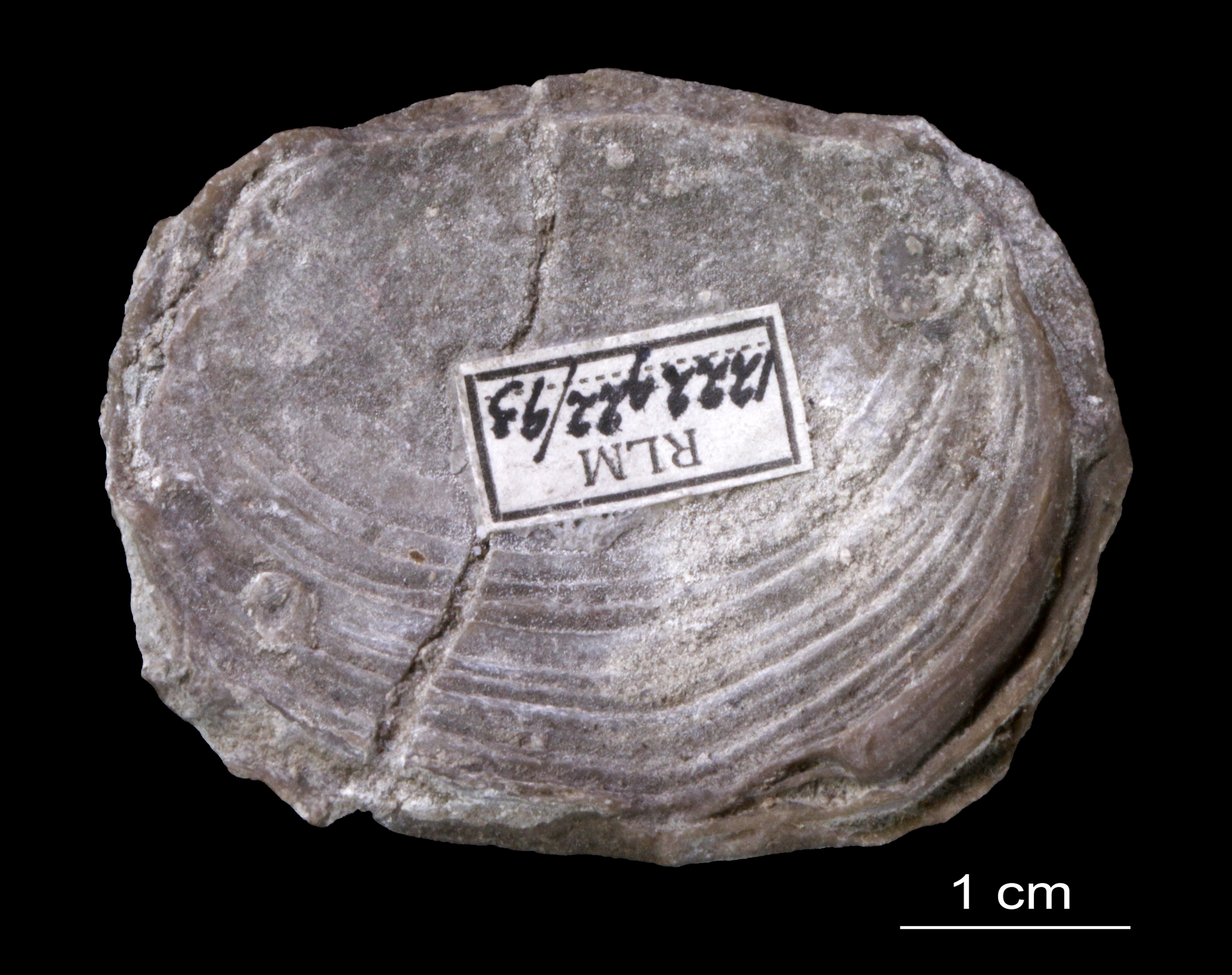
Dinobolus davidsoni (Trimerellida, Trimerellidae)

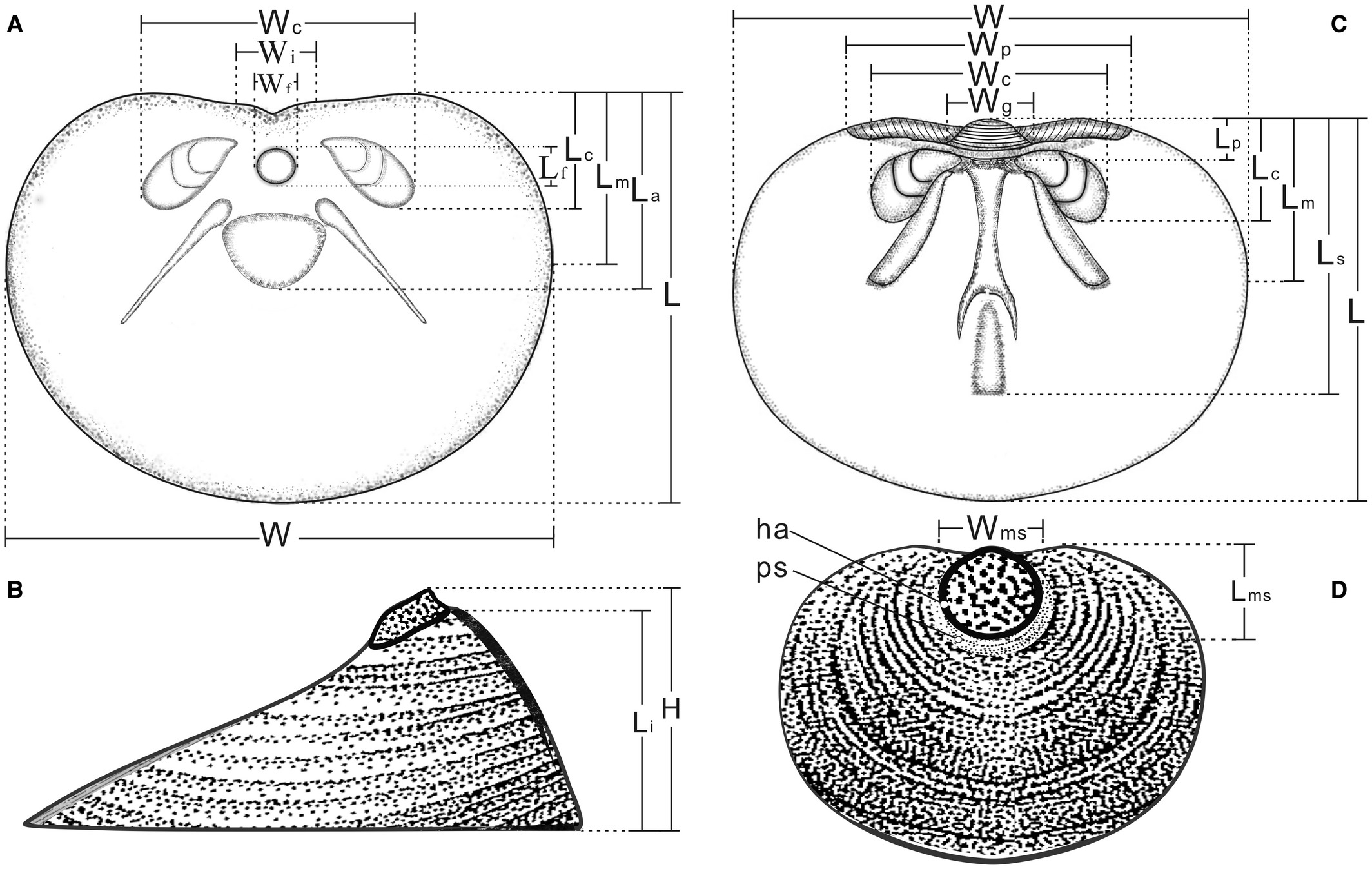
Eohadrotreta zhenbaensis (Acrotretida)

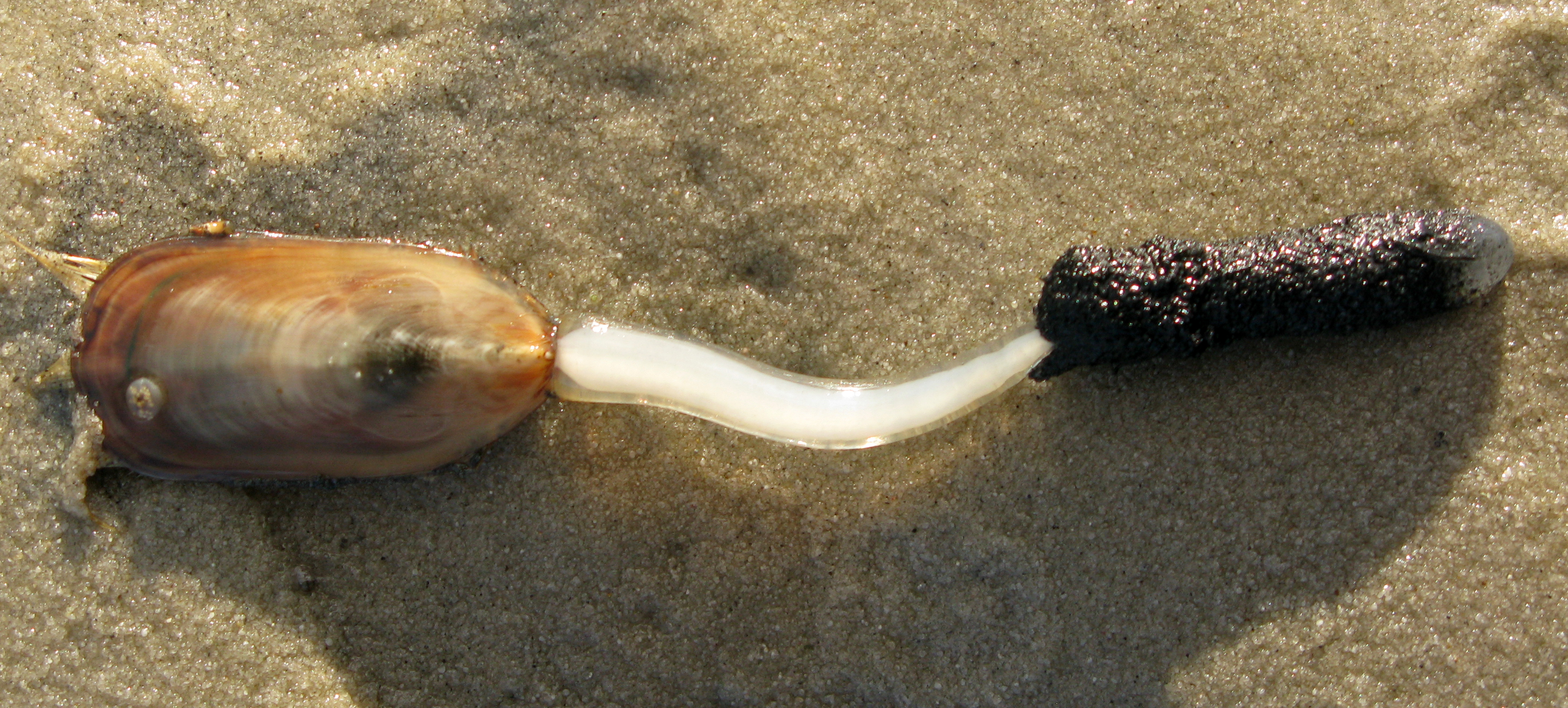
Lingula anatina (Lingulida, Lingulidae)

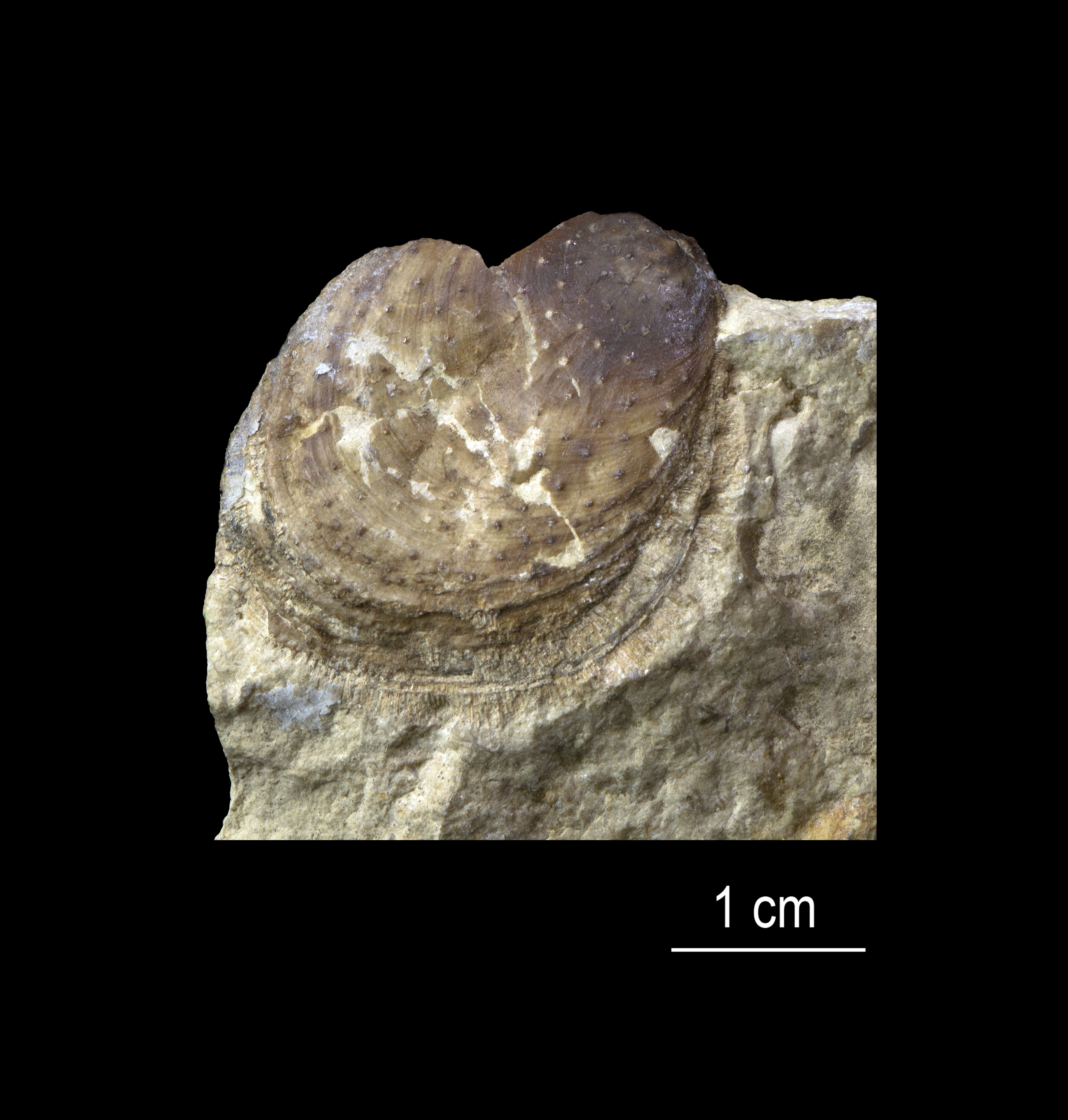
Un Siphonotreta.

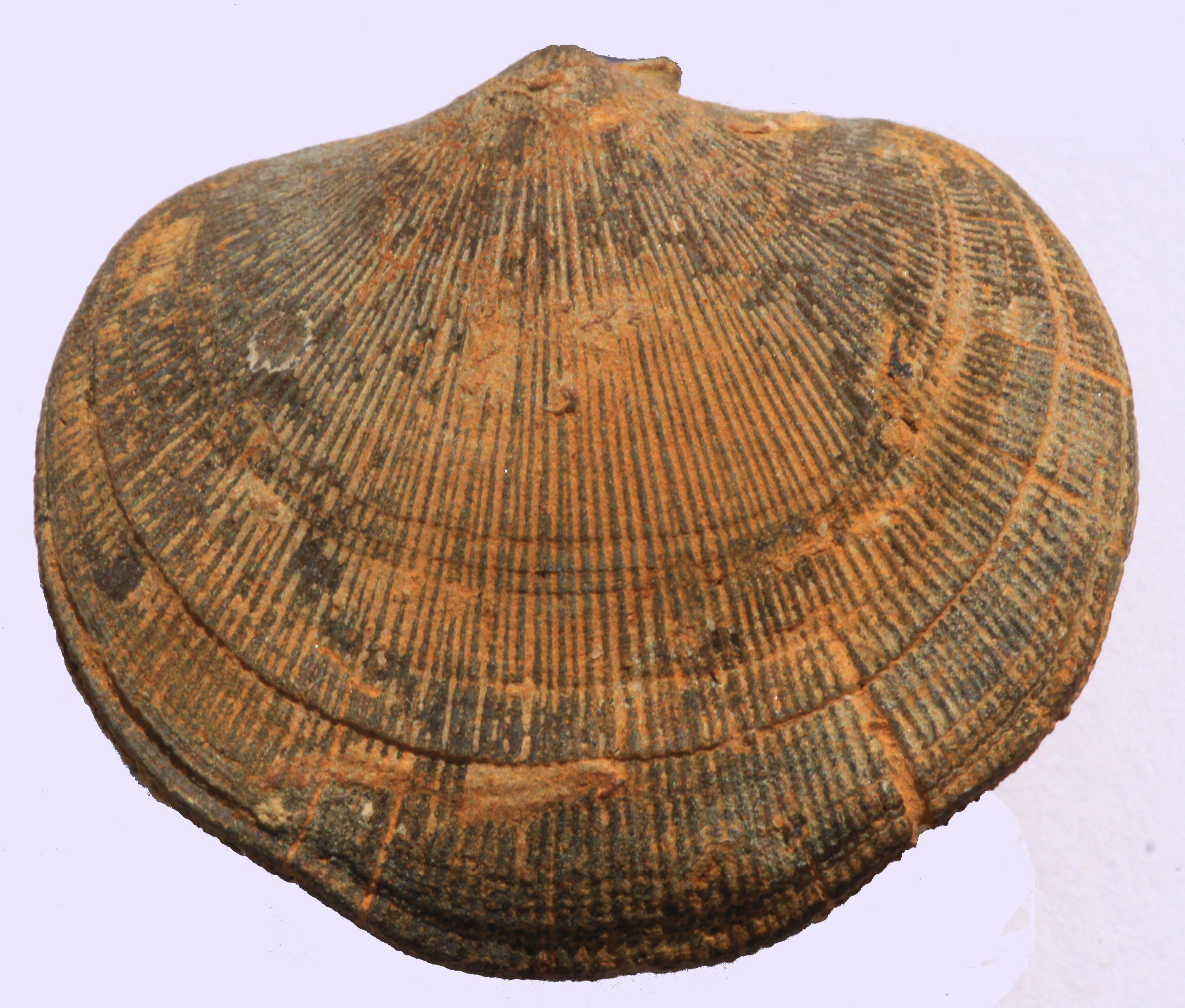
Dagnochonetes supragibbosa (Rhynchonellata)

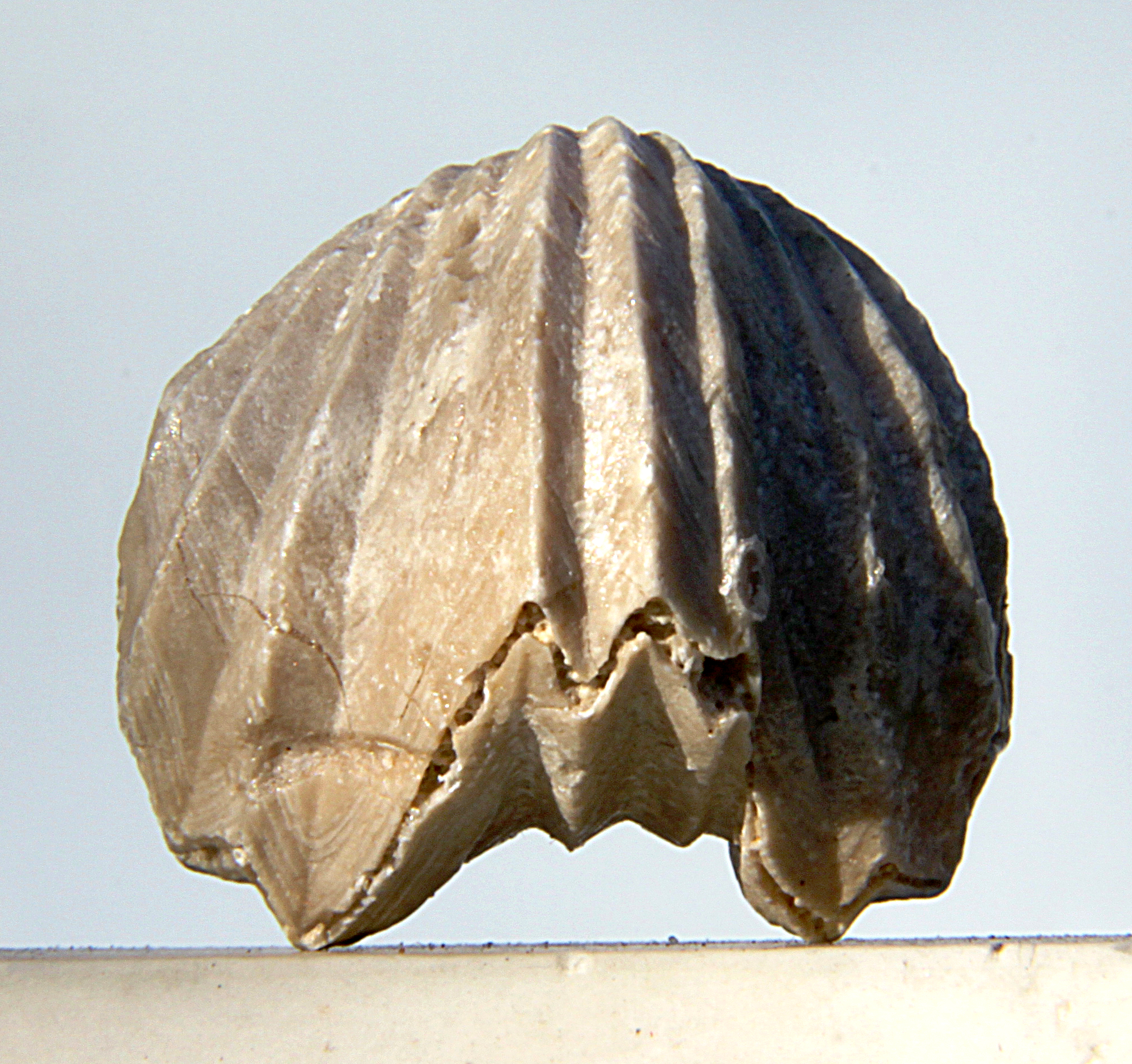
Burmirhynchionella decorata (Rhynchonellida, Rhynchonellidae)

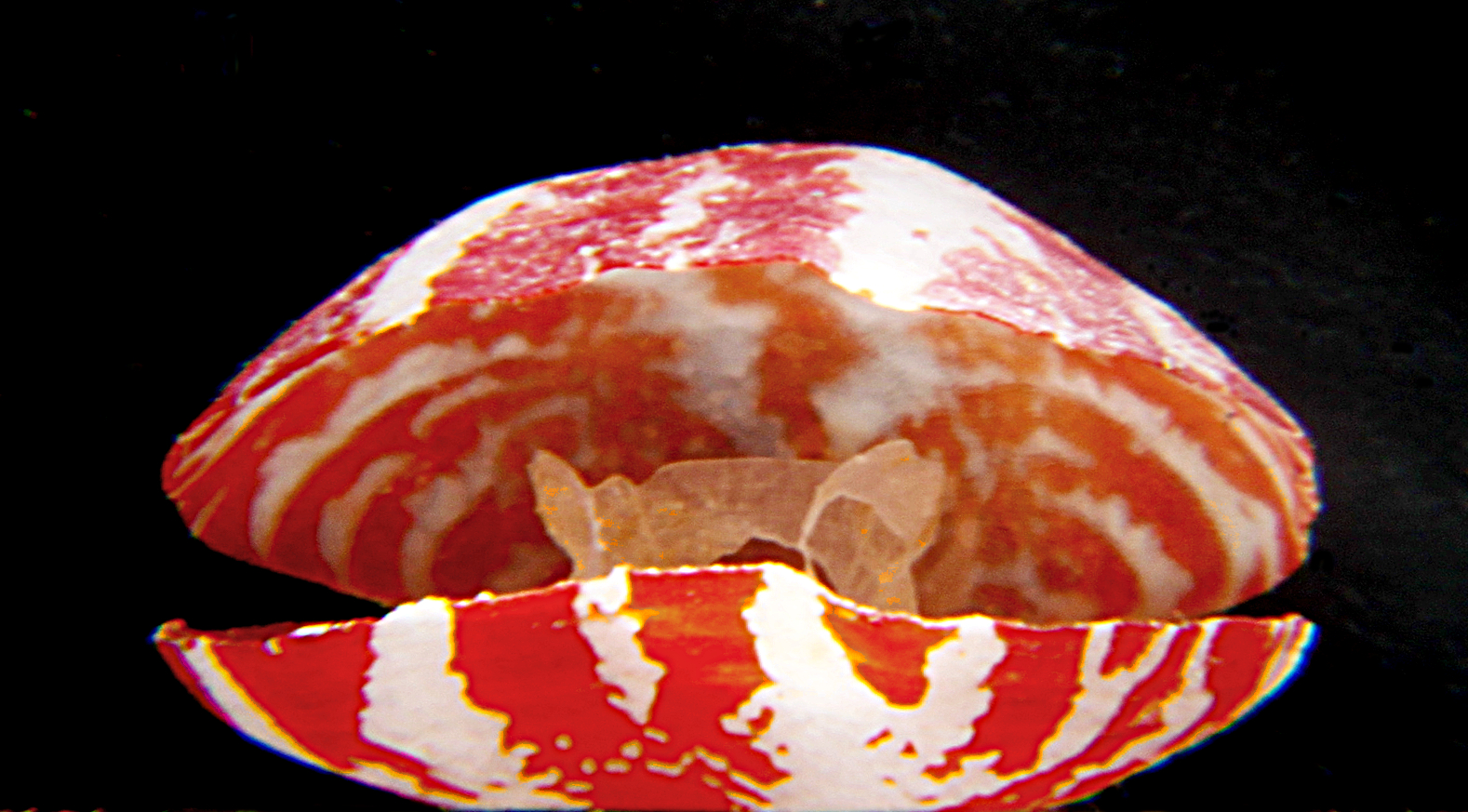
Frenulina sanguinolenta (Terebratulida, Frenulinidae).

Liste des groupes actuels selon World Register of Marine Species (25 février 2016) (qui ne considère pas tous les taxons fossiles) :
- sous-embranchement Craniiformea Popov, Basset, Holmer & Laurie, 1993
  - classe Craniata Williams, Carlson, Brunton, Holmer & Popov, 1996 
    - ordre Craniida Waagen, 1885 
      - super-famille Cranioidea Menke, 1828
        - famille Craniidae Menke, 1828
- sous-embranchement Linguliformea Williams, Carlson, Brunton, Holmer & Popov, 1996
  - classe Lingulata Gorjansky & Popov, 1985 
    - ordre Lingulida Waagen, 1885
      - super-famille Discinoidea Gray, 1840
        - famille Discinidae Gray, 1840

      - super-famille Linguloidea Menke, 1828
        - famille Lingulidae Menke, 1828
- sous-embranchement Rhynchonelliformea Williams, Carlson, Brunton, Holmer & Popov, 1996
  - classe Rhynchonellata Williams, Carlson, Brunton, Holmer & Popov, 1996 
    - ordre Rhynchonellida Kuhn, 1949
      - super-famille Dimerelloidea Buckman, 1912
        - famille Cryptoporidae Muir-Wood, 1955

      - super-famille Hemithiridoidea Rzhonsnitskaia, 1956
        - famille Hemithirididae Rzhonsnitskaia, 1956
        - famille Notosariidae Manceñido & Owen, 2001

      - super-famille Norelloidea Ager, 1959
        - famille Frieleiidae Cooper, 1959
        - famille Tethyrhynchiidae Logan in Logan & Zibrowius, 1994

      - super-famille Pugnacoidea Rzhonsnickaia, 1956
        - famille Basiliolidae Cooper, 1959

      - famille Rhynchonellidae

    - ordre Terebratulida Waagen, 1883 
      - sous-ordre Terebratellidina
        - super-famille Bouchardioidea Allan, 1940
        - super-famille Kingenoidea Elliot, 1948
        - super-famille Kraussinoidea Dall, 1870
        - super-famille Laqueoidea Thomson, 1927
        - super-famille Megathyridoidea Dall, 1870
        - super-famille Platidioidea Dall, 1870
        - super-famille Terebratelloidea King, 1850
        - super-famille Zeillerioidea Allan, 1940

      - sous-ordre Terebratulidina
        - super-famille Cancellothyroidea Thomson, 1926
        - super-famille Dyscolioidea Fischer & Oehlert, 1891
        - super-famille Terebratuloidea Gray, 1840

    - ordre Thecideida Elliot, 1958 
      - super-famille Thecideoidea Gray, 1840
        - famille Thecideidae Gray, 1840
        - famille Thecidellinidae Elliot, 1958

Phylogénie putative
```
Brachiopoda
 ├─Linguliformea                 
 │   ├─Lingulata                 
 │   └─Paterinata†
 ├─Craniformea
 │   └─Craniida
 └─Rhynchonelliformea
     ├─Chileata†
     └─N.N.
         ├─Obolellata†
         ├─Kutorginata†
         └─Articulata
              ├─Strophomenata†
              └─Rhynchonellata
```

## Galerie

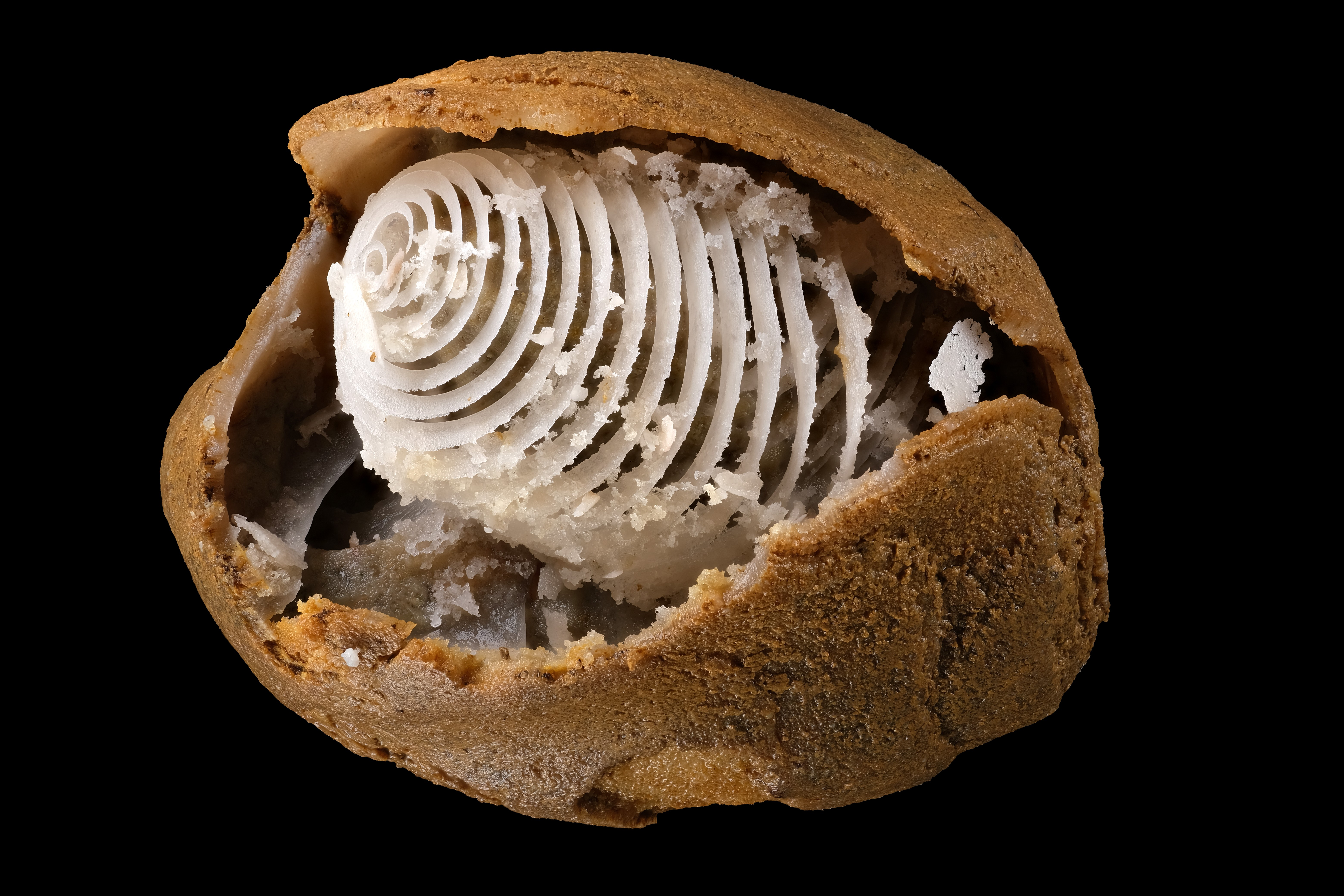
Liospiriferina, exemple de dégagement à l'acide de l'appareil brachial.

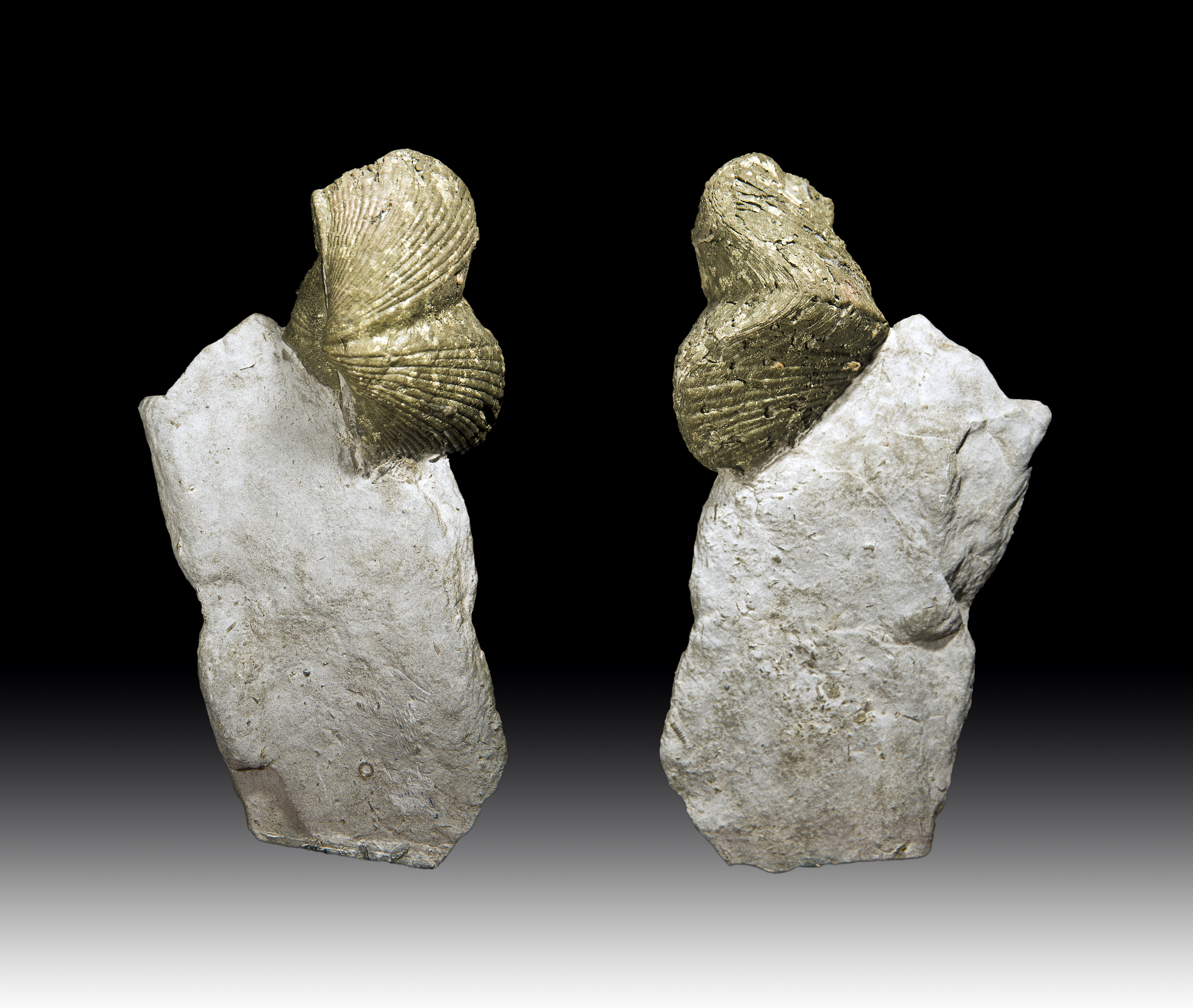
Brachiopode fossile.
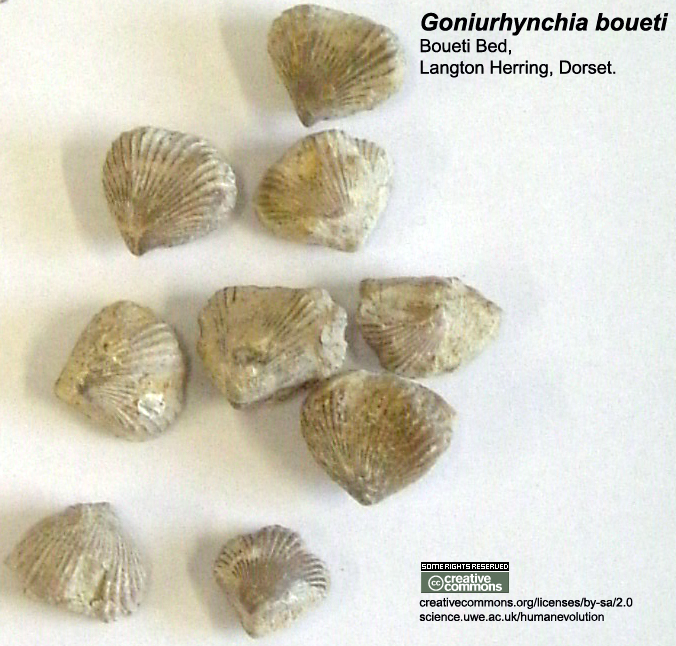
Goniurhynchia boueti découverts sur la Jurassic Coast du Dorset, Grande-Bretagne.
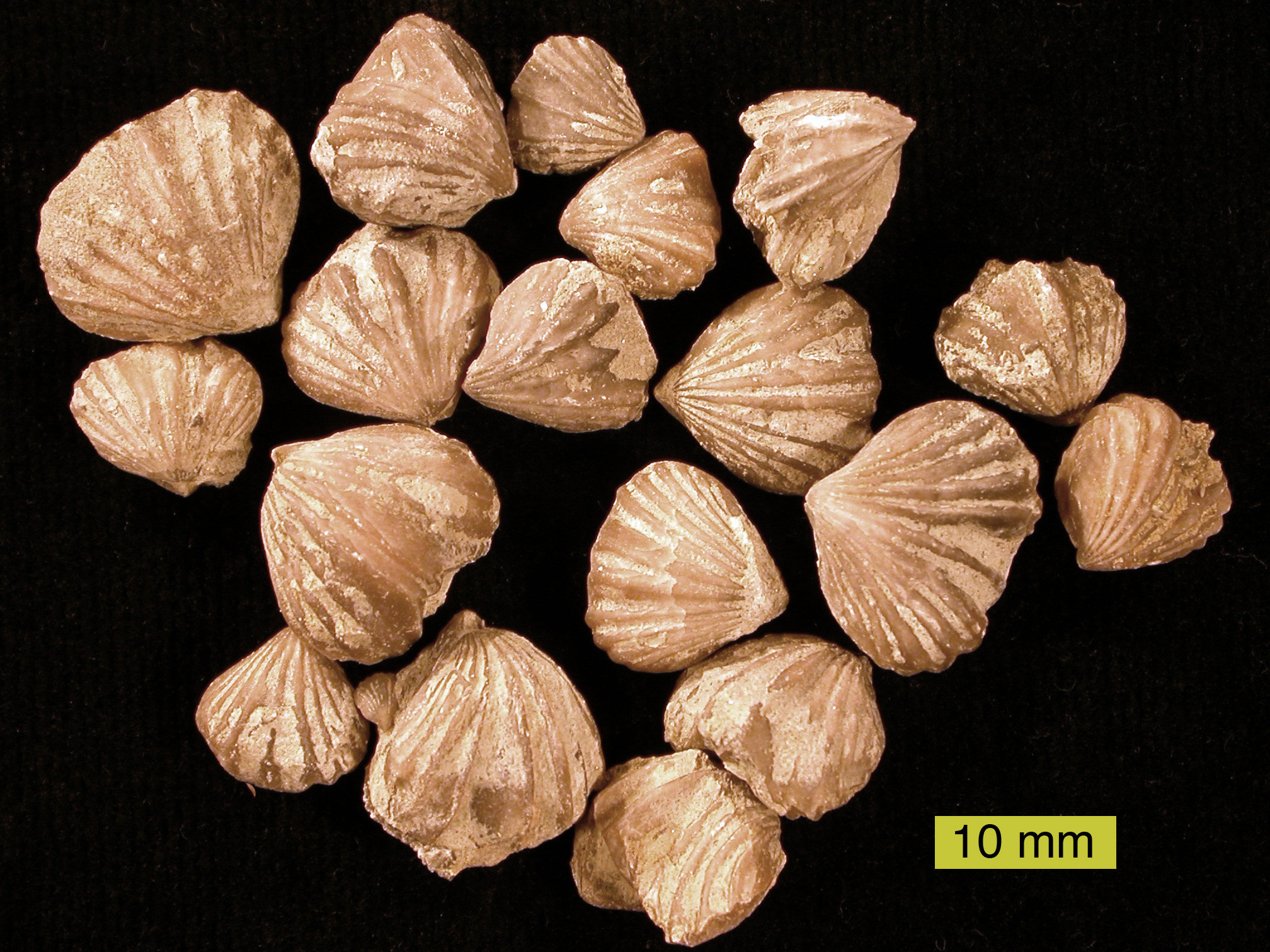
Rhynchotrema dentatum.
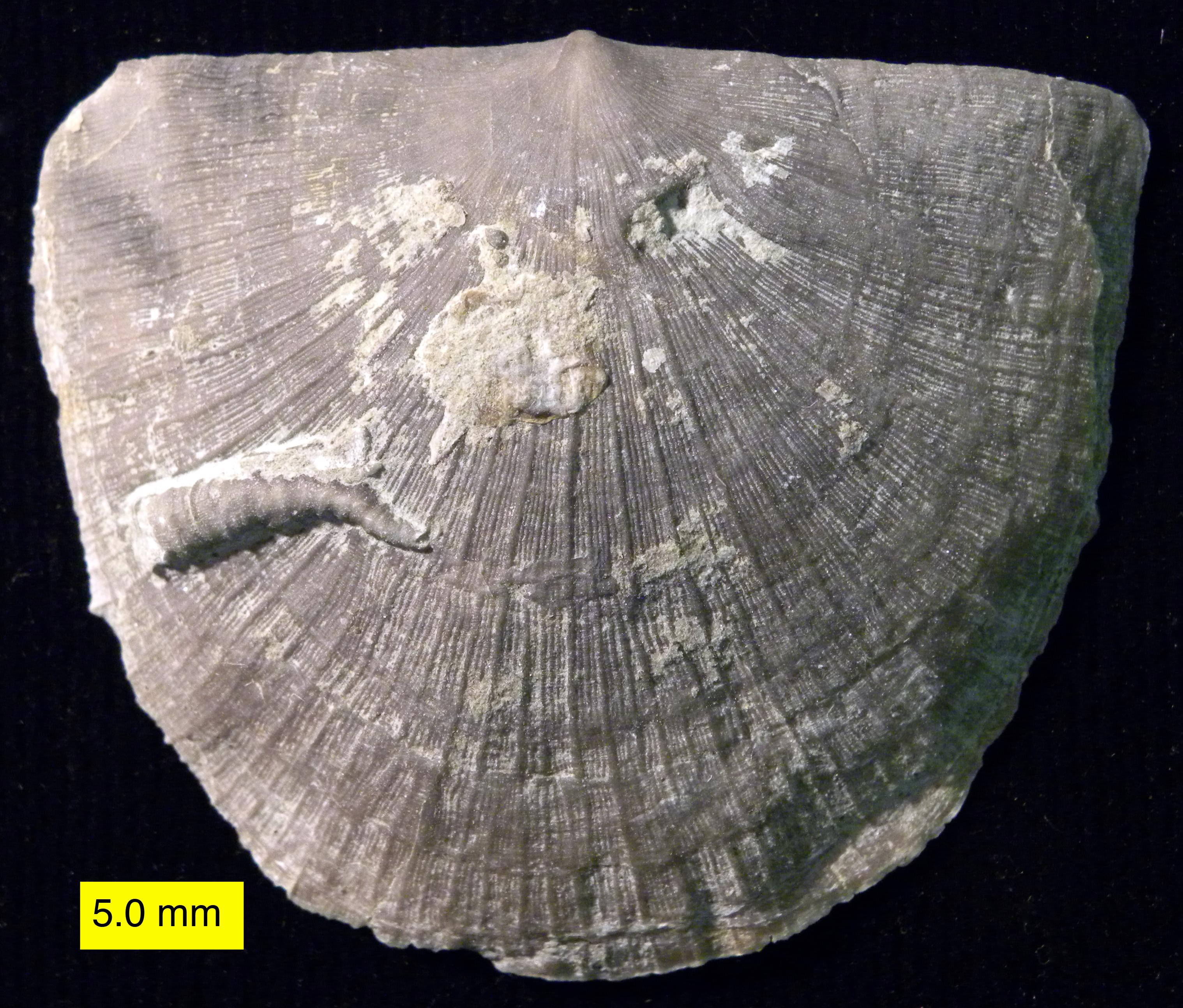
Strophomenida.
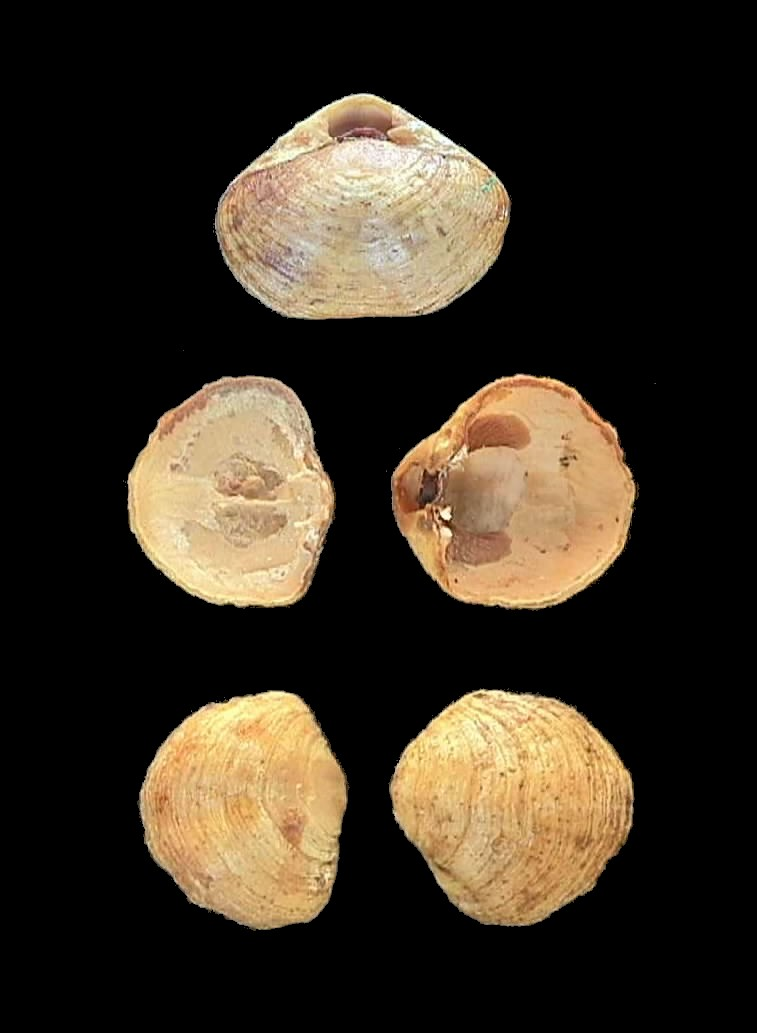
Terebratella sanguinea (Leach, 1814).
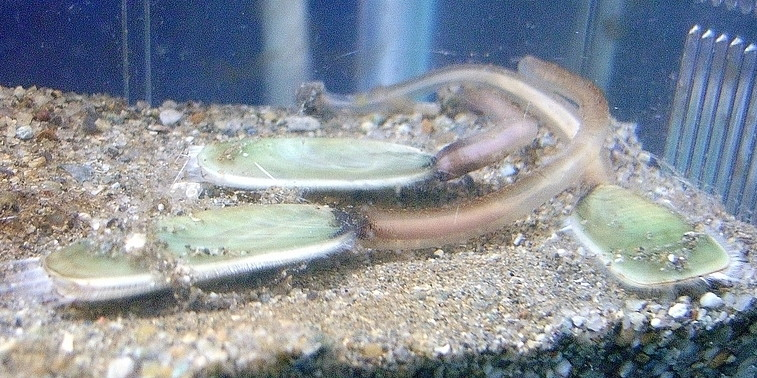
Lingula anatina (espèce contemporaine).